# Crocidura macarthuri
Crocidura macarthuri — вид ссавців родини Soricidae. Зустрічається в Кенії та Сомалі. Його природне місце існування — суха савана.